# Banda (India)
Banda es una ciudad  y municipio situada en el estado de Uttar Pradesh (India), y capital del distrito de Banda . Se encuentra al sur del río Yamuna, y a orillas del río Ken, en la región del Bundelkhand .Su población es de 154428 habitantes (2011).

## Geografía

### Clima
| Parámetros climáticos promedio de Banda, Uttar Pradesh (1981–2010, extremes 1949–2012) | Parámetros climáticos promedio de Banda, Uttar Pradesh (1981–2010, extremes 1949–2012) | Parámetros climáticos promedio de Banda, Uttar Pradesh (1981–2010, extremes 1949–2012) | Parámetros climáticos promedio de Banda, Uttar Pradesh (1981–2010, extremes 1949–2012) | Parámetros climáticos promedio de Banda, Uttar Pradesh (1981–2010, extremes 1949–2012) | Parámetros climáticos promedio de Banda, Uttar Pradesh (1981–2010, extremes 1949–2012) | Parámetros climáticos promedio de Banda, Uttar Pradesh (1981–2010, extremes 1949–2012) | Parámetros climáticos promedio de Banda, Uttar Pradesh (1981–2010, extremes 1949–2012) | Parámetros climáticos promedio de Banda, Uttar Pradesh (1981–2010, extremes 1949–2012) | Parámetros climáticos promedio de Banda, Uttar Pradesh (1981–2010, extremes 1949–2012) | Parámetros climáticos promedio de Banda, Uttar Pradesh (1981–2010, extremes 1949–2012) | Parámetros climáticos promedio de Banda, Uttar Pradesh (1981–2010, extremes 1949–2012) | Parámetros climáticos promedio de Banda, Uttar Pradesh (1981–2010, extremes 1949–2012) | Parámetros climáticos promedio de Banda, Uttar Pradesh (1981–2010, extremes 1949–2012) |
| Mes                                                                                    | Ene.                                                                                   | Feb.                                                                                   | Mar.                                                                                   | Abr.                                                                                   | May.                                                                                   | Jun.                                                                                   | Jul.                                                                                   | Ago.                                                                                   | Sep.                                                                                   | Oct.                                                                                   | Nov.                                                                                   | Dic.                                                                                   | Anual                                                                                  |
| -------------------------------------------------------------------------------------- | -------------------------------------------------------------------------------------- | -------------------------------------------------------------------------------------- | -------------------------------------------------------------------------------------- | -------------------------------------------------------------------------------------- | -------------------------------------------------------------------------------------- | -------------------------------------------------------------------------------------- | -------------------------------------------------------------------------------------- | -------------------------------------------------------------------------------------- | -------------------------------------------------------------------------------------- | -------------------------------------------------------------------------------------- | -------------------------------------------------------------------------------------- | -------------------------------------------------------------------------------------- | -------------------------------------------------------------------------------------- |
| Temp. máx. abs. (°C)                                                                   | 32.8                                                                                   | 38.2                                                                                   | 43.0                                                                                   | 46.7                                                                                   | 48.8                                                                                   | 48.9                                                                                   | 45.6                                                                                   | 42.6                                                                                   | 41.6                                                                                   | 40.6                                                                                   | 37.4                                                                                   | 32.2                                                                                   | 48.9                                                                                   |
| Temp. máx. media (°C)                                                                  | 22.8                                                                                   | 28.0                                                                                   | 34.3                                                                                   | 40.6                                                                                   | 43.1                                                                                   | 40.7                                                                                   | 34.9                                                                                   | 33.5                                                                                   | 33.8                                                                                   | 34.4                                                                                   | 30.8                                                                                   | 25.2                                                                                   | 33.5                                                                                   |
| Temp. mín. media (°C)                                                                  | 9.1                                                                                    | 12.0                                                                                   | 17.3                                                                                   | 22.8                                                                                   | 26.9                                                                                   | 28.2                                                                                   | 26.3                                                                                   | 25.4                                                                                   | 24.8                                                                                   | 20.0                                                                                   | 14.2                                                                                   | 10.2                                                                                   | 19.7                                                                                   |
| Temp. mín. abs. (°C)                                                                   | 0.6                                                                                    | 3.2                                                                                    | 7.3                                                                                    | 13.1                                                                                   | 17.2                                                                                   | 18.8                                                                                   | 16.9                                                                                   | 15.7                                                                                   | 14.7                                                                                   | 8.8                                                                                    | 2.7                                                                                    | -0.8                                                                                   | -0.8                                                                                   |
| Lluvias (mm)                                                                           | 15.1                                                                                   | 15.7                                                                                   | 5.8                                                                                    | 5.0                                                                                    | 15.1                                                                                   | 89.6                                                                                   | 231.4                                                                                  | 268.8                                                                                  | 199.5                                                                                  | 35.3                                                                                   | 4.4                                                                                    | 9.9                                                                                    | 895.6                                                                                  |
| Días de lluvias (≥ 1 mm)                                                               | 1.3                                                                                    | 1.3                                                                                    | 0.6                                                                                    | 0.6                                                                                    | 1.4                                                                                    | 4.6                                                                                    | 11.5                                                                                   | 11.8                                                                                   | 8.0                                                                                    | 1.7                                                                                    | 0.4                                                                                    | 0.7                                                                                    | 44.0                                                                                   |
| Humedad relativa (%)                                                                   | 62                                                                                     | 50                                                                                     | 37                                                                                     | 28                                                                                     | 30                                                                                     | 45                                                                                     | 71                                                                                     | 77                                                                                     | 73                                                                                     | 57                                                                                     | 54                                                                                     | 62                                                                                     | 54                                                                                     |
| Fuente: India Meteorological Department                                                |                                                                                        |                                                                                        |                                                                                        |                                                                                        |                                                                                        |                                                                                        |                                                                                        |                                                                                        |                                                                                        |                                                                                        |                                                                                        |                                                                                        |                                                                                        |

## Demografía
en el censo de India de 2011, Banda tenía una población de 154 428 habitantes, de los que 82116 eran hombres y 72312 eran mujeres. Los menores de 6 años eran  18621. El número total de personas alfabetizadas en Banda era de 111432, lo que representaba el 72,16% de la población con alfabetización masculina del 77,4% y la alfabetización femenina del 66,2%..